# Alfredo Jorge Alberto Vázquez
Alfredo Jorge Alberto Vázquez (Rosario, 8 de septiembre de 1957-Fitz Roy, 8 de junio de 1982), fue un piloto militar argentino que con el grado de alférez de la Fuerza Aérea Argentina falleció en el ataque aéreo de bahía Agradable ―acción de combate realizada durante la guerra de las Malvinas― cerca de la aldea Fitz Roy, sobre Bahía Agradable (en la isla Soledad) mientras pilotaba un Douglas A-4B Skyhawk.
Fue ascendido post mortem al gradro militar de teniente y condecorado post mortem con la Medalla al Valor en Combate por ley n.º 25.576 del 11 de abril de 2002.
El gobierno argentino por ley nacional n.º 24.950/98 lo incluyó en el listado de los "héroes nacionales", fallecidos en combate en la guerra de las Malvinas.

## Guerra de las Malvinas

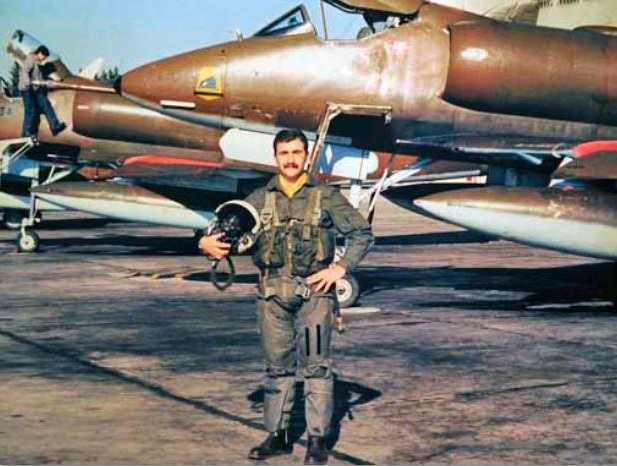
El entonces alférez Vázquez junto a aviones A-4B Skyhawk.

En 1982, antes de la guerra, Jorge Vázquez era alférez y se encontraba prestando servicios como piloto de aviones A-4B Skyhawk en la V Brigada Aérea de la Fuerza Aérea Argentina con asiento en Villa Reynolds (en la provincia de San Luis).